# Ebru Acer
Ebru Acer (27 de junio de 2002) es una deportista turca que compite en tenis de mesa adaptado. Ganó una medalla de bronce en los Juegos Paralímpicos de París 2024, en la prueba individual (clase WS11).

## Palmarés internacional
| Juegos Paralímpicos | Juegos Paralímpicos | Juegos Paralímpicos | Juegos Paralímpicos |
| Año                 | Lugar               | Medalla             | Prueba              |
| ------------------- | ------------------- | ------------------- | ------------------- |
| 2024                | París (Francia)     | Medalla de bronce   | Individual WS11     |